# Atypický hemolyticko-uremický syndrom
Atypický hemolyticko-uremický syndrom (aHUS) je vzácné, vážné, systémové a život ohrožující onemocnění s nepříznivými vyhlídkami.  aHUS postihuje děti i dospělé; tento syndrom je spojen s trombotickou mikroangiopatií (TMA). TMA znamená tvorbu krevních sraženin v malých krevních cévách v těle, která může vést k systémovým multiorgánovým komplikacím. aHUS je způsoben převážně chronickou nekontrolovanou aktivací systému komplementu, což je součást imunitního systému lidského těla, která bojuje proti infekci a slouží jako endogenní mechanismus, kterým se organismus zbavuje mrtvých buněk. Normálně podléhá systém komplementu autoregulaci určitými proteiny, které řídí jeho destruktivní účinky, avšak u aHUS je tato regulace narušena – zejména z důvodu mutací regulačních proteinů komplementového systému. Poruchy těchto řídících mechanismů mohou vést k nadměrné aktivaci systému komplementu, která následně vede k poškození vlastních tkání organismu. Rychlá diagnóza onemocnění a časné zahájení vhodné léčby zlepšují vyhlídky a pravděpodobně snižují rizika související s TMA a následné život ohrožující komplikace, jako je selhání ledvin, cévní mozková příhoda nebo srdeční záchvat.

## Terminologie
aHUS je formou HUS (hemolyticko-uremického syndromu), z jehož výskytu připadá pouze 5 - 10 % případů na děti, zatímco většina dospělých pacientů s HUS má aHUS. Většina případů HUS v dětství je způsobena infekcí bakterií Escherichia coli produkující shiga toxin; tato forma se nazývá STEC-HUS (někdy je také nazývána D+ HUS). V některých publikacích je aHUS označován jako hemolyticko-uremický syndrom bez průjmu („diarrhea-negative“, D- HUS) Tuto terminologii však lze považovat za zavádějící, protože až 30 % pacientů s aHUS má průjem. Navrhuje se, aby se termín D- HUS přestal používat.

## Epidemiologie
aHUS může být sporadický nebo familiární a zdá se, že nevykazuje odlišnosti podle etnika, pohlaví nebo zeměpisné oblasti. Jak lze u vzácného onemocnění očekávat, údaje o incidenci aHUS jsou omezené. Evropský registr zahrnující 167 pediatrických pacientů zdokumentoval 3,3 případů na jeden milion dětí a nižší míru výskytu u dospělých. Nedávná studie u 214 pacientů s aHUS zaznamenala podobný výskyt v dětství (41,6 %) a v dospělosti (58,4 %). Webové stránky Orphanet (portál pro vzácná onemocnění a léčivé přípravky pro léčbu vzácných onemocnění) uvádí prevalenci 1 až 9 osob z milionu.

## Patogeneze
aHUS je vyvolán chronickou nekontrolovanou aktivací komplementu, která vede k poškození endotelu a koncových orgánů. U zdravých osob je systém komplementu zodpovědný za napadání a ničení patogenů, jakými jsou bakterie, viry nebo změněné buňky těla, a za odstraňování buněčné drti. Existují 3 různé dráhy aktivace komplementu: klasická, lektinová a alternativní. Zatímco dvě první dráhy se aktivují při vazbě imunokomplexů, respektive mikroorganismů, alternativní dráha je aktivní neustále a tím způsobuje neustálou indukci membránu atakujícího komplexu (MAK), který vyvolává lýzu buněk. Proto je pro organismus nezbytná přesná regulace systému komplementu, aby nedocházelo k poškození zdravých tkání a orgánů. Genetické mutace proteinů regulujících komplement (např. CFH, CFB, CFI, MCP, CFHR 1/3 a trombomodulin) narušují jemné vyvážení dráhy komplementu při aHUS. Neustálá nekontrolovaná aktivita komplementu vede k poškození endotelových buněk (buněk, které tvoří výstelku krevních cév). Následná setrvalá aktivace krevních destiček a bílých krvinek vede k TMA a následně k ischémii, zánětu krevních cév, který progreduje k nevratnému poškození tkání, multiorgánovému selhání a často ke smrti. Většina mutací má přibližně 50% penetranci a zdá se, že v patogeneze hrají důležitou úlohu také faktory životního prostředí.

## Klinický obraz
aHUS se často projevuje nespecifickými příznaky, jako je malátnost a únava. Více než polovina pacientů má poškození ledvin, včetně konečného stadia ledvinného onemocnění (end-stage renal disease, ESRD). Obvyklými známkami a příznaky jsou zvýšený kreatinin, oligurie, edém, hypertenze, snížená odhadovaná glomerulární filtrace (eGFR) nebo proteinurie.
Jiné systémy než ledviny mohou projevovat prodromální příznaky onemocnění:
- U třetiny pacientů dochází k trombotickým příhodám mimo ledviny[28]
- Neurologický systém: přibližně jeden ze dvou pacientů má známky a příznaky související s mozkem a nervovým systémem:[29] zmatenost,[30] cévní mozkovou příhodu,[29][30] křeče,[29][30] kóma[29][31] nebo encefalopatii[5]
- Kardiovaskulární systém: kardiomyopatie se vyskytuje až u 43 % pacientů s aHUS; byly také hlášeny[25][32] infarkt myokardu (srdeční záchvat),[11][32] hypertenze (vysoký krevní tlak)[1][25][32] nebo difuzní vaskulopatie.[6]
- Gastrointestinální systém: 37 % pacientů má gastrointestinální známky a příznaky:[3] kolitidu,[10] bolesti břicha,[10] pankreatitidu,[33] zvracení,[33] gastroenteritidu,[5] jaterní nekrózu[5] nebo průjem[13]
- Zrakové komplikace: okulární okluze („oční mrtvice“)[34]
- Kůže: kožní léze, vřed, petechiální vyrážka[35]
- Plicní komplikace[11]

Některé podmínky znamenají pro pacienty s aHUS vysoké riziko projevů TMA. Pacienti s aHUS mívají TMA v případech, jako jsou:
- Průjem/gastroenteritida
- Infekce horních cest dýchacích
- TMA v souvislosti s těhotenstvím
- Maligní hypertenze
- TMA v souvislosti s transplantací
- Glomerulopatie
- Systémová onemocnění, např. systémový lupus erythematodes (SLE) a sklerodermie
- Malignita

## Prognóza
Pacienti s aHUS mají špatnou dlouhodobou prognózu. Až 79 % pacientů s aHUS zemře nebo mají do 3 let trvale poškozené ledviny i přes veškerou podpůrnou péči.
Transplantace ledvin pacientům s aHUS, kteří mají ESRD, je zvažována vzácně vzhledem k vysoké incidenci recidiv onemocnění a selhání štěpu, k němuž dochází až u 90 % pacientů s nově vzniklou TMA. Proto většina pacientů s aHUS, kteří mají ESRD, je zařazena do programu chronické dialýzy, který je spojen se špatnou prognózou. U pacientů s aHUS byla zkoušena kombinovaná transplantace jater a ledvin, přestože tento složitý postup má vysokou úmrtnost (jeden ze dvou případů).

## Diagnóza
aHUS se projevuje klinickými známkami TMA (trombocytopenie, mikroangiopatická hemolýza a příznaky orgánové dysfunkce). aHUS není jediné onemocnění, které způsobuje systémovou TMA, což znamená nezbytnost diferenciální diagnostiky. Dalšími významnými typy TMA jsou trombotická trombocytopenická purpura (TTP) a hemolyticko-uremický syndrom vyvolaný bakterií Escherichia coli produkující shiga toxin (Shiga-toxin-producing Escherichia coli hemolytic uremic syndrome, STEC-HUS).
Po potvrzení TMA pomocí laboratorních hodnot charakterizujících trombocytopenii, mikroangiopatickou hemolýzu a symptomatická měřítka orgánové dysfunkce je zásadně důležité diagnostikovat základní příčinu onemocnění. Test aktivity ADAMTS13 může potvrdit TTP nebo aHUS, vyšetření na shiga toxin může zjistit STEC-HUS:
- 5% nebo nižší aktivita ADAMTS13 potvrzuje diagnózu TTP.
- Pozitivní test na shiga toxin ze vzorků stolice a průkaz infekce STEC ve vzorcích séra potvrzují diagnózu STEC-HUS.[43]
- Více než 5% aktivita ADAMTS13 a nepřítomnost shiga toxinů ve vzorcích stolice zvyšují pravděpodobnost pozitivní diagnózy aHUS.

Nejsou-li k dispozici výsledky ADAMTS13, lze použít k odhadu aktivity ADAMTS13 u pacientů s TMA hladiny kreatininu v séru (SCr) a počet krevních destiček. Hladina kreatininu v séru >150–200 μmol/l (>1,7–2,3 mg/dl) u dospělých nebo počet destiček >30 000/mm³ prakticky vylučuje diagnózu závažného deficitu ADAMTS13 a tím i TTP.
Ačkoli je aHUS převážně genetické onemocnění, 30–50 % pacientů nemá identifikovatelnou genetickou mutaci. Genetické testování proto představuje nespolehlivou možnost diagnózy tohoto onemocnění. Ne každá známá genetická mutace má vliv na prognózu. Vzhledem k této skutečnosti a omezené dostupnosti genetického testování, které je spojeno s vysokými náklady a dlouhým trváním analýzy, časné stanovení a léčba aHUS nebývají možné.

## Léčba

### Výměna/infuze plazmy (PE/PI)
Ačkoli se výměna/infuze plazmy (plasma exchange/infusion, PE/PI) často používají, nebyly provedeny žádné studie hodnotící jejich bezpečnost a účinnost u aHUS. U některých pacientů došlo ke zlepšení hematologických parametrů, u jiných pacientů však přetrvávala dysregulace komplementu a TMA i přes úvodní aplikaci PE/PI. To může být způsobeno skutečností, že PE/PI není dostačující k odstranění mutovaných faktorů komplementu nebo k náhradě vadných faktorů, takže klinická odpověď na PE/PI je omezená.
Americká společnost pro aferézu (American Society for Apheresis) vydává pro léčbu aHUS pomocí PE/PI doporučení úrovně 2C/slabé, s ohledem na „nízkou“ nebo „velmi nízkou“ průkaznost důkazů podporujících užití této léčby.

### Chronická dialýza
Pacienti s aHUS, kteří mají ESRD, jsou obecně odkázáni na dialýzu, která poskytuje přibližně 50% 5letou míru přežití. Protože u dialyzovaných pacientů s aHUS trvá systémová a nekontrolovaná aktivace komplementu, mají oproti pacientům bez aHUS výraznější aktivitu komplementu. U pacientů s aHUS na dialýze trvá riziko TMA jiných orgánů.

### Transplantace
Přestože transplantace ledviny byla historicky u pacientů s aHUS používána, tento zákrok neřeší nekontrolovanou aktivaci komplementu, která vede k progresivní systémové TMA. V závislosti na genetické mutaci až 90 % pacientů s aHUS onemocní po transplantaci ledviny znovu. Po transplantaci ledviny způsobuje pokračující nekontrolovaná aktivace komplementu spojená s aHUS ztrátu štěpu, které u většiny pacientů PE/PI nedokáže zabránit. Kombinovaná transplantace jater a ledvin je dostupná pouze u velmi omezeného počtu pacientů vzhledem k omezené dostupnosti solidních orgánů. Navíc pokračuje zánět a TMA v dalších orgánech a existuje zde velmi značné riziko úmrtí, které mnoho lékařů i pacientů považuje za nadměrné.

### Ekulizumab
Ekulizumab je humanizovaná monoklonální protilátka, která váže složku komplementu C5, odpovědnou za aktivaci membránu atakujícího komplexu (MAC), a tím způsobuje inhibici nekontrolované terminální aktivity komplementu. Ekulizumab je dnes v Evropské unii jediným inhibitorem komplementu, jehož použití v léčbě aHUS u dospělých a dětí je schváleno.